# SVO Germaringen
Sportverein Olympia Germaringen e.V. é a uma agremiação esportiva alemã, fundada em 1930, sediada em Germaringen, na Baviera.

## História
Sua época mais bem sucedida foi a década de 1970 e início dos anos 1980, quando atuou na camada quatro, a Landesliga Bayern-Süd. Mais notável, porém, foi a sua qualificação para a primeira fase da Copa da Alemanha. Qualificado em três ocasiões, avançou para a segunda fase, em 1976, batendo o companheiro de equipe amadora VfR Laboe por 9 a 0. Além do futebol, o clube tem outros sete departamentos de esportes, como tênis e dança.
O futebol foi jogado pela primeira vez de forma organizada em Germaringen no início de 1920, mas demorou até 1930 para um clube a ser formado, o Obergermaringen Spielvereinigung. Em seus primeiros dias tinha 32 membros.
O clube obteve algum sucesso local e, em 1935, atingiu a local Kreisliga, na qual jogou contra os times de Landsberg am Lech, Thannhausen, Mindelheim e Krumbach. Com a eclosão da Segunda Guerra Mundial, a equipe sênior teve que ser retirada, mas um time júnior foi ainda bem sucedido, em 1940, vencendo um campeonato local. Com o advento da Segunda Guerra Mundial, 10 dos 11 jogadores não retornaram do conflito.
O elenco foi reformulado em 1946 e voltou a praticar um futebol competitivo nas ligas locais amadores. Em 1957, ganhou a promoção para a A-Klasse, onde jogaria até 1971. Nessa época, a equipes de jovens foi mais bem sucedida, conquistando o vice-campeonato do campeonato de Schwaben.
Em 1971, conseguiu a promoção para a camada cinco, Bezirksliga Schwaben-Süd. Permaneceram na divisão por apenas duas temporadas antes de ganhar outro título e chegar à Landesliga Bayern-Süd.
Em sua primeira temporada, terminou em décimo-segundo lugar, nove pontos à frente do posto de rebaixamento. Apesar da má colocação, sobreviveu nesse módulo por mais nove temporadas. Em 1980, um décimo-sétimo lugar, no entanto, significou o rebaixamento.
Em 1976, a equipe chegou à final da Copa Schwaben, pela primeira vez, ao perder por 3 a 2 para o FC Memmingen. Em seguida, bateu o SV Brunnthal por 3 a 2 para se qualificar para a primeira fase da Copa da Alemanha pela primeira vez. No certame, o time derrotou o VfR Laboe por 9 a 0. Na segunda fase da Copa foi goleado por 6 a 0 pelo Arminia Bielefeld.
Disputou sua segunda final da Copa de Schwaben, em 1978, na qual foi derrotado pelo SSV Glött, nos pênaltis. Qualificado para a primeira fase da Copa da Alemanha, mais uma vez, o clube foi eliminado pelo VfR Bürstadt após uma perda de 7 a 1.
O time ainda faria sua última aparição na competição nacional quando ganhou a Copa de Schwaben com um 2 a 1 sobre o TSV 1861 Nördlingen, em 1982 e, em seguida, derrotou o SV Bütthard por 4 a 1. Estreou, portanto, diante do Hammer SpVg na primeira fase da Copa da Alemanha e perdeu por 2 a 1.
A equipe fez um retorno à Landesliga em 1983. Conseguiu nessa divisão sua melhor colocação na temporada seguinte, chegando em oitavo. A permanência, entretanto, só duraria três temporadas, sofrendo o descenso em 1986.
Quando, em 1988, a Bezirksoberliga foi formada na Baviera, a nova camada quinta do futebol bávaro, o SVO conseguiu qualificar-se para a nova Bezirksoberliga Schwaben.
Depois de um quinto lugar em sua primeira temporada, a de 1989-90, houve quase um retorno à Landesliga. Terminando em pontos iguais no topo da tabela, com o TSG Thannhausen, o time foi derrotado na rodada seguinte e por consguinte a promoção.
Posteriormente, faria campanha medianas nas temporadas seguintes mas, em 1995, foi rebaixado de volta à Bezirksliga, ironicamente ao lado de TSG Thannhausen e TSG Augsburg.
Após uma série de temporada gastas na Bezirksliga, retornou à Bezirksoberliga, em 1999. Em quatro temporadas, não conseguiu adentrar à metade superior da tabela e foi rebaixado de volta à Bezirksliga, em 2003, na qual ainda jogava na temporada 2009-10.
Como parte de comemoração do aniversário de 75 anos, convidou o 1. FC Nuremberg para um amistoso no qual perdeu por 8 a 0 diante de 1.800 espectadores.

## Títulos
| - Bezirksoberliga Schwaben (V) - Vice-campeão: 1990 - Bezirksliga Schwaben-Süd (V) - Campeão: (2) 1973, 1983 - Vice-campeão: 1999 | - Schwaben Cup - Campeão: 1982 - Vice-campeão: (2) 1976, 1978 |

### Interior
- Bavarian championship
  - Vice-campeão: 1992
- Schwaben championship
  - Campeão: 1992
  - Vice-campeão: 1988

## Cronologia recente
| Temporada | Divisão                  | Módulo | Posição |
| 1999–2000 | Bezirksoberliga Schwaben | VI     | 12°     |
| 2000–01   | Bezirksoberliga Schwaben | VI     | 10°     |
| 2001–02   | Bezirksoberliga Schwaben | VI     | 13°     |
| 2002–03   | Bezirksoberliga Schwaben | VI     | 14° ↓   |
| 2003–04   | Bezirksliga Schwaben-Süd | VII    | 5°      |
| 2004–05   | Bezirksliga Schwaben-Süd | VII    | 7°      |
| 2005–06   | Bezirksliga Schwaben-Süd | VII    | 8°      |
| 2006–07   | Bezirksliga Schwaben-Süd | VII    | 11°     |
| 2007–08   | Bezirksliga Schwaben-Süd | VII    | 11°     |
| 2008–09   | Bezirksliga Schwaben-Süd | VIII   | 10°     |
| 2009–10   | Bezirksliga Schwaben-Süd | VIII   | 10°     |
| 2010-11   | Bezirksliga Schwaben-Süd | VIII   | 7°      |
| 2011–12   | Bezirksliga Schwaben-Süd | VIII   | 5°      |
| 2012–13   | Bezirksliga Schwaben-Süd | VII    | °       |

## Amistosos
O clube tem jogado uma série de amistosos contra grandes equipes da Europa e da América do Sul:
- 25 de julho de 1982: Fortuna Düsseldorf 0 a 0
- 28 de julho de 1983: Eintracht Frankfurt 0 a 3
- 25 de julho de 1984: FC Twente Enschede 0 a 4
- 27 de julho de 1984: Arminia Bielefeld 0 a 3
- 24 de julho de 1985: HFC Haarlem 2 a 4
- 17 de julho de 1986: Alkmaar Zaanstreek 0 a 3
- 23 de julho de 1986: VfL Bochum 2 a 4
- 3 de julho de 1987: Ajax Amsterdam 1 a 1
- 4 de agosto de 1987: Grêmio Foot-Ball Porto Alegrense 0 a 4
- 22 de janeiro de 1989: FC Swarovski Tirol 10 a 4
- 13 de julho de 1990: 1. FC Lok Leipzig 1 a 4
- 2 de julho de 2005: 1. FC Nuremberg 0 a 8
- 19 de outubro de 2007: FC Bayern Allstars 5 a 4

## Retropecto na Copa da Alemanha
| Temporada | Fase          | Data                  | Mandante          | Adversária      | Resultado | Público |
| 1976–77   | Primeira fase | 6 de agosto de 1976   | SVO Germaringen   | VfR Laboe       | 9 a 0     |         |
| 1976–77   | Segunda fase  | 16 de outubro de 1976 | Arminia Bielefeld | SVO Germaringen | 6 a 0     |         |
| 1978–79   | Primeira fase | 5 de agosto de 1978   | SVO Germaringen   | VfR Bürstadt    | 1 a 7     |         |
| 1982–83   | Primeira fase | 27 de agosto de 1983  | SVO Germaringen   | Hammer SpVg     | 1 a 2     |         |

Fonte:«DFB-Pokal (em alemão)». Weltfussball.de. Consultado em 6 de julho de 2009

## Fonte
- Grüne, Hardy (2001). Vereinslexikon. Kassel: AGON Sportverlag ISBN 3-89784-147-9